# ATP-toernooi van Santiago
Het ATP-toernooi van Santiago is een jaarlijks terugkerend tennistoernooi voor mannen dat wordt georganiseerd in de Chileense hoofdstad Santiago. Er wordt gespeeld op een gravelbaan. De officiële naam van het toernooi is de Chile Dove Men+Care Open.
Het toernooi, dat wordt georganiseerd door de ATP, valt in de categorie "ATP Tour 250". Het toernooi behoort tevens tot de ‘Golden Swing’, een reeks graveltoernooien in Latijns-Amerika die plaatsvinden in de maand februari.

## Geschiedenis
De eerste editie werd georganiseerd in november 1993 in Santiago. De ATP verschoof het geplande toernooi van november 1999 naar februari 2000, waardoor er in 1999 niet werd gespeeld. Van 2001 tot en met 2009 werd het toernooi gespeeld in de Chileense kustplaats Viña del Mar. Vanaf 2010 ging het toernooi voor twee jaar weer naar Santiago, om daarna terug te keren naar Viña del Mar. Eerder droeg het toernooi de naam BellSouth Open by Rosen en Movistar Open. Op 10 juli 2014 werd bekendgemaakt dat het toernooi niet meer zou worden georganiseerd wegens een gebrek aan sponsors en investeerders. Vanaf 2015 was de licentie overgegaan naar het ATP-toernooi van Quito in Ecuador. Vanaf 2020 wordt het toernooi echter opnieuw georganiseerd in Santiago.
In 1997 won de Nederlander Hendrik Jan Davids samen met zijn Australische partner Andrew Kratzmann het dubbelspel. Fernando González won het toernooi het vaakst, namelijk vier keer.

## Winnaars

### Enkelspel

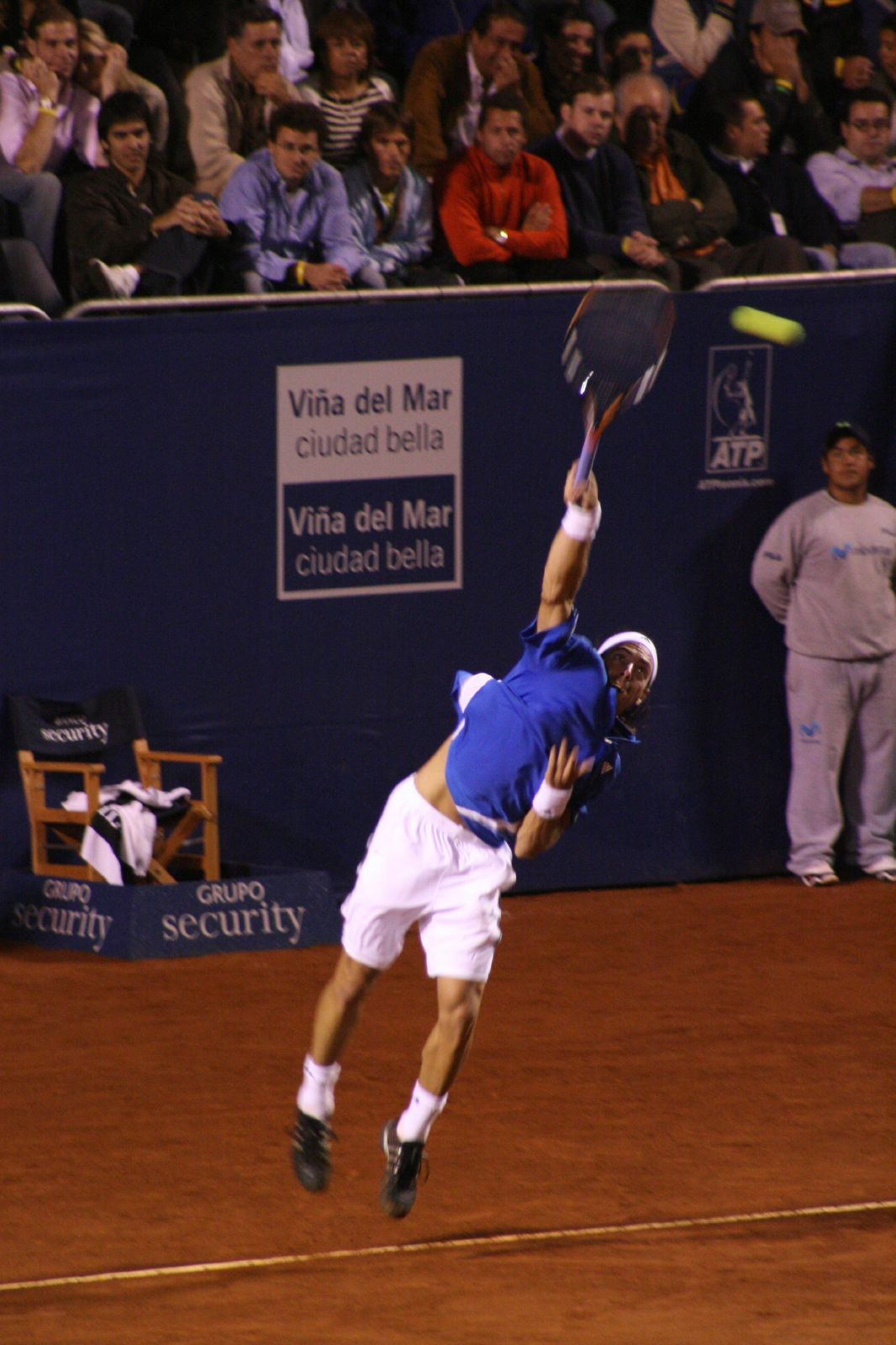
Verliezend finalist Massu op het toernooi in 2007

| Datum        | Winnaar               | Verliezend finalist     | Uitslag             | Details       |
| Santiago     | Santiago              | Santiago                | Santiago            | Santiago      |
| ------------ | --------------------- | ----------------------- | ------------------- | ------------- |
| 1993         | Javier Frana          | Emilio Sánchez          | 7-5, 3-6, 6-3       | Details       |
| 1994         | Alberto Berasategui   | Francisco Clavet        | 6-3, 6-4            | Details       |
| 1995         | Ctislav Doseděl       | Marcelo Ríos            | 7-6(3), 6-3         | Details       |
| 1996         | Hernán Gumy           | Marcelo Ríos            | 6-4, 7-5            | Details       |
| 1997         | Julián Alonso         | Marcelo Ríos            | 6-2, 6-1            | Details       |
| 1998         | Francisco Clavet      | Younes El Aynaoui       | 6-2, 6-4            | Details       |
| 1999         | Geen toernooi         | Geen toernooi           | Geen toernooi       | Geen toernooi |
| 2000         | Gustavo Kuerten       | Mariano Puerta          | 7-6(3), 6-3         | Details       |
| Viña del Mar |                       |                         |                     |               |
| 2001         | Guillermo Coria       | Gastón Gaudio           | 4-6, 6-2, 7-5       | Details       |
| 2002         | Fernando González (1) | Nicolás Lapentti        | 6-3, 6-7(5), 7-6(4) | Details       |
| 2003         | David Sánchez         | Marcelo Ríos            | 1-6, 6-3, 6-3       | Details       |
| 2004         | Fernando González (2) | Gustavo Kuerten         | 7-5, 6-4            | Details       |
| 2005         | Gastón Gaudio         | Fernando González       | 6-3, 6-4            | Details       |
| 2006         | José Acasuso          | Nicolás Massú           | 6-4, 6-3            | Details       |
| 2007         | Luis Horna            | Nicolás Massú           | 7-5, 6-3            | Details       |
| 2008         | Fernando González (3) | Juan Mónaco             | Walk-over           | Details       |
| 2009         | Fernando González (4) | José Acasuso            | 6-1, 6-3            | Details       |
| Santiago     |                       |                         |                     |               |
| 2010         | Thomaz Bellucci       | Juan Mónaco             | 6-2, 0-6, 6-4       | Details       |
| 2011         | Tommy Robredo         | Santiago Giraldo        | 6-2, 2-6, 7-6(5)    | Details       |
| Viña del Mar |                       |                         |                     |               |
| 2012         | Juan Mónaco           | Carlos Berlocq          | 6-3, 6-7(1), 6-1    | Details       |
| 2013         | Horacio Zeballos      | Rafael Nadal            | 6-7(2), 7-6(6), 6-4 | Details       |
| 2014         | Fabio Fognini         | Leonardo Mayer          | 6-2, 6-4            | Details       |
| 2015-2019    | Geen toernooi         | Geen toernooi           | Geen toernooi       | Geen toernooi |
| Santiago     |                       |                         |                     |               |
| 2020         | Thiago Seyboth Wild   | Casper Ruud             | 7-5, 4-6, 6-3       | Details       |
| 2021         | Cristian Garín        | Facundo Bagnis          | 6-4, 6-7(3), 7-5    | Details       |
| 2022         | Pedro Martínez        | Sebastián Báez          | 4-6, 6-4, 6-4       | Details       |
| 2023         | Nicolás Jarry         | Tomás Martín Etcheverry | 6–7(5), 7–6(5), 6–2 | Details       |
| 2024         | Sebastián Báez        | Alejandro Tabilo        | 3–6, 6–0, 6–4       | Details       |
| 2025         | Laslo Djere           | Sebastián Báez          | 6–4, 3–6, 7–5       | Details       |

### Dubbelspel
| Datum        | Winnaars                                            | Verliezend finalist                       | Uitslag           | Details       |
| Santiago     | Santiago                                            | Santiago                                  | Santiago          | Santiago      |
| ------------ | --------------------------------------------------- | ----------------------------------------- | ----------------- | ------------- |
| 1993         | Mike Bauer David Rikl (1)                           | Christer Allgardh Brian Devening          | 7-6(?), 6-4       | Details       |
| 1994         | Karel Nováček Mats Wilander                         | Tomás Carbonell Francisco Roig            | 4-6, 7-6, 7-6     | Details       |
| 1995         | Jiří Novák David Rikl (2)                           | Shelby Cannon Francisco Montana           | 6-4, 4-6, 6-1     | Details       |
| 1996         | Fernando Meligeni Gustavo Kuerten (1)               | Dinu Pescariu Álbert Portas               | 6-4, 6-2          | Details       |
| 1997         | Hendrik Jan Davids Andrew Kratzmann                 | Julián Alonso Nicolás Lapentti            | 7-6, 5-7, 6-4     | Details       |
| 1998         | Mariano Hood (1) Sebastián Prieto (1)               | Massimo Bertolini Devin Bowen             | 7-6, 6-7, 7-6     | Details       |
| 1999         | Geen toernooi                                       | Geen toernooi                             | Geen toernooi     |               |
| 2000         | Gustavo Kuerten (2) Antonio Prieto                  | Lan Bale Piet Norval                      | 6-2, 6-4          | Details       |
| Viña del Mar |                                                     |                                           |                   |               |
| 2001         | Lucas Arnold Ker Tomás Carbonell                    | Mariano Hood Sebastián Prieto             | 6-4, 2-6, 6-3     | Details       |
| 2002         | Gastón Etlis Martín Rodríguez                       | Lucas Arnold Ker Luis Lobo                | 6-3, 6-4          | Details       |
| 2003         | Agustín Calleri Mariano Hood (2)                    | František Čermák Leoš Friedl              | 6-3, 1-6, 6-4     | Details       |
| 2004         | Juan Ignacio Chela Gastón Gaudio                    | Nicolás Lapentti Martín Rodríguez         | 7-6(2), 7-6(3)    | Details       |
| 2005         | David Ferrer Santiago Ventura                       | Gastón Etlis Martín Rodríguez             | 6-3, 6-4          | Details       |
| 2006         | José Acasuso (1) Sebastián Prieto (2)               | František Čermák Leoš Friedl              | 7-6(2), 6-4       | Details       |
| 2007         | Paul Capdeville Óscar Hernández                     | Albert Montañés Rubén Ramírez Hidalgo     | 4-6, 6-4, [10-6]  | Details       |
| 2008         | José Acasuso (2) Sebastián Prieto (3)               | Máximo González Juan Mónaco               | 6-1, 3-0, opgave  | Details       |
| 2009         | Pablo Cuevas Brian Dabul                            | František Čermák Michal Mertiňák          | 6-3, 6-3          | Details       |
| Santiago     |                                                     |                                           |                   |               |
| 2010         | Łukasz Kubot Oliver Marach (1)                      | Potito Starace Horacio Zeballos           | 6-4, 6-0          | Details       |
| 2011         | Marcelo Melo Bruno Soares                           | Łukasz Kubot Oliver Marach                | 6-3, 7-6(3)       | Details       |
| Viña del Mar |                                                     |                                           |                   |               |
| 2012         | Frederico Gil Daniel Gimeno Traver                  | Pablo Andújar Carlos Berlocq              | 1-6, 7-5, [12-10] | Details       |
| 2013         | Paolo Lorenzi Potito Starace                        | Juan Mónaco Rafael Nadal                  | 6-2, 6-4          | Details       |
| 2014         | Oliver Marach (2) Florin Mergea                     | Juan Sebastián Cabal Robert Farah Maksoud | 6-3, 6-4          | Details       |
| 2015-2019    | Geen toernooi                                       | Geen toernooi                             | Geen toernooi     | Geen toernooi |
| Santiago     |                                                     |                                           |                   |               |
| 2020         | Roberto Carballés Baena Alejandro Davidovich Fokina | Marcelo Arévalo Jonny O'Mara              | 7-6(3), 6-1       | Details       |
| 2021         | Simone Bolelli Máximo González                      | Federico Delbonis Jaume Munar             | 7-6(4), 6-4       | Details       |
| 2022         | Rafael Matos Felipe Meligeni Alves                  | André Göransson Nathaniel Lammons         | 7-6(8), 7-6(3)    | Details       |
| 2023         | Andrea Pellegrino Andrea Vavassori                  | Thiago Seyboth Wild Matías Soto           | 6–4, 3–6, [12–10] | Details       |
| 2024         | Alejandro Tabilo Tomás Barrios Vera                 | Matías Soto Orlando Luz                   | 6-2, 6-4          | Details       |
| 2025         | Nicolás Barrientos Rithvik Bollipalli               | Máximo González Andrés Molteni            | 6-3, 6-2          | Details       |

## Statistieken

### Meeste enkelspeltitels
| Aantal titels | Speler            | Jaren                  |
| ------------- | ----------------- | ---------------------- |
| 4             | Fernando González | 2002, 2004, 2008, 2009 |

(Bijgewerkt t/m 2025)

### Meeste enkelspeltitels per land
| Aantal titels | Land       |
| ------------- | ---------- |
| 8             | Argentinië |
| 6             | Chili      |
| 6             | Spanje     |
| 3             | Brazilië   |

(Bijgewerkt t/m 2025)

### Enkel- en dubbelspeltitel in hetzelfde jaar
| Tennisser       | Jaar |
| --------------- | ---- |
| Gustavo Kuerten | 2000 |
| José Acasuso    | 2006 |